# Lepilemur jamesorum
Lepilemur jamesorum, lémur saltador de James, es una especie de mamífero primate de la familia Lepilemuridae. Como todos los lémures es endémico de la isla de Madagascar y se distribuye al sureste de la isla, desde la Reserva Especial de Manonmbo y sur del río Manampatrana hasta el norte del río Mananara.
Tiene una longitud del cuerpo de 26 cm, la cola mide 30, y no llega a pesar un kilogramo. Es un lémur saltador mediano, con pelaje suave y corto, de color marrón, y marrón grisáceo claro por el vientre y la parte inferior de las extremidades. Posee una máscara blancuzca en la cara y garganta. Desde la nuca parte una línea media dorsal de color negro que llega hasta el nacimiento de la cola. Las orejas son grandes, con forma de copa y grises. La cola se oscurece hacia la punta que termina siendo negra.
Se encuentra en selvas costeras de baja altitud, tiene hábitos arbóreos y nocturnos, y se alimenta de hojas.
Su estatus en la Lista Roja de la UICN es de «en peligro crítico de extinción», debido a su reducida área de distribución —menos de 70 km²— muy fragmentada y en continuo declive, y a la disminución en el número de adultos reproductores.